# Nagara (schip, 1922)

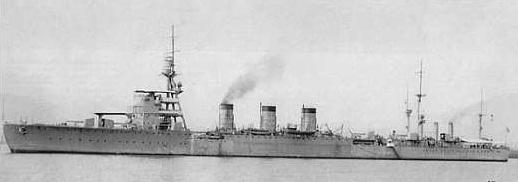
De Nagara te Sasebo in de lente van 1932

De Nagara (Japans: 長良 軽巡洋艦, Nagara keijunyōkan) was het eerste schip van haar eigen klasse lichte kruisers in de Japanse Keizerlijke Marine tijdens de Pacifische Oorlog in de Stille Oceaan. Ze werd genoemd naar de rivier de Nagara in de Japanse regio Chubu.

## Achtergrond
De Nagara was het eerste schip van de eigen Nagaraklasse, bedoeld als vlaggenschip van een flottielje torpedobootjagers. In die rol nam ze na de aanval op Pearl Harbor deel aan de invasies van de Filipijnen en Nederlands-Indië.

## Dienstcarrière

### Eerdere carrière
De Nagara werd afgewerkt op de scheepswerf van Sasebo en te water gelaten op 21 april 1922. Kort na haar indienststelling werd de Nagara ingedeeld op de Japanse marinebasis in Port Arthur, vanwaar ze patrouilleerde langs de Chinese kust tot Qingdao.
In de Tweede Chinees-Japanse Oorlog werd de Nagara overgeplaatst om Japanse transporten te beschermen tijdens de Slag om Shanghai. In de loop van 1939 keerde ze terug ze naar haar patrouillepost aan de Chinese kust en de Jangtsekiang. Vanaf 30 januari 1941 tot 8 april 1941, begeleidde ze de invasie van Indochina.
Van 10 juni tot 9 september 1941, ondersteunde de Nagara de landing van Japanse troepen in zuidelijk China.

### Invasie van de Filipijnen en Nederlands-Oost-Indië
Op 10 september 1941, was de Nagara aanwezig bij de 16e kruiserdivisie van de Japanse Derde Vloot onder leiding van viceadmiraal Ibo Takahashi, samen met de lichte kruisers Kuma en Natori en torpedobootjagers van "DesRon 5". Op 26 oktober 1941, werd ze als vlaggenschip van schout-bij-nacht Kyuji Kubo's Fourth Surprise Attack Unit, aangesteld. In de periode van de aanval op Pearl Harbor had de Nagara haar basis in Palau.
Van 11 en 12 december 1941 beschermde en ondersteunde de Nagara de landingen van troepen van Sasebo N° 1 "Special Naval Landing Force" (SNFL) te Menado, Kema en Kendari op Celebes. Op 25 januari 1942 botste de torpedobootjager Hatsuhara tijdens een manoeuvre te Kendari tegen de Nagara, die schade aan de scheepsromp opliep. De Nagara keerde terug naar Davao voor reparatie aan de romp en schout-bij-nacht Kubo verplaatste zijn vlag op de Hatsushimo.
Daarna keerde ze terug naar Celebes op 4 januari 1942. Schout-bij-nacht Kubo verplaatste zijn vlag wéér terug op de Nagara, wanneer ze deelnam aan de invasie van Makassar. In het midden van de nacht van 6 februari 1942 zag de Amerikaanse onderzeeër USS Sculpin (SS-191) de invasievloot en hij lanceerde twee Mark 14-torpedo's. Eén miste en de andere ontplofte vroegtijdig. De Amerikaanse duikboot vluchtte voor de tegenaanval van de Japanse escorteschepen.
De Nagara begeleidde transporten op 17 februari 1942, met de 48e divisie infanterie voor de invasie van Bali en Java. Tijdens de operatie lanceerde onderzeeboot HMS Truant van de Royal Navy zes torpedo's naar de Nagara, maar alle zes misten hun doel.
Op 10 maart 1942 nam de Nagara deel aan de strijdmacht naar Christmaseiland. Tijdens deze operatie lanceerde de Amerikaanse onderzeeër USS Seawolf (SS-197) drie torpedo's naar de Nagara, maar wéér misten de torpedo's haar.
De Nagara vertrok terug naar Japan op 2 april 1942, waar ze hersteld zou worden in Maizuru en herbewapend zou worden met twee dubbele Type 93 13-mm snelvuurkanonnen. Daarna werd ze weer ingedeeld als vlaggenschip van schout-bij-nacht Susmu Kimura's "DesRon 10" met een vloot torpedobootjagers, de Nowaki, Arashi, Hagikaze, Maikaze, Makigumo, Kazagumo, Yagumo, Urakaze, Isokaze, Hamakaze en Tanikaze onder bevel van admiraal Chuichi Nagumo's Eerste Vloot.

### Slag bij Midway
Tijdens de Slag bij Midway begeleidde de Nagara de vloot van admiraal Nagumo met de vliegdekschepen Akagi, Kaga, Soryu en Hiryu, de kruisers Tone, Chikuma, en de slagschepen Haruna en Kirishima. Op 4 juni 1942 voerde de Nagara een onsuccesvolle tegenaanval op de duikboot USS Nautilus (SS-168) uit, nadat die de Kirishima trachtte te torpederen. Nadat de Akagi brandde na bombardement door Amerikaanse duikbommenwerpers van de USS Enterprise (CV-6), verplaatste admiraal Nagumo zijn vlag naar de torpedobootjager Nowaki en dan op de Nagara. De Nagara keerde zonder schade naar Japan terug op 13 juni 1942.

### Slag om de Salomonseilanden
Op 14 juli 1942 was de Nagara samen met "DesRon 10" bij de Derde Vloot voor Truk, en op 16 Augustus bij de Carolinen. De vloot omvatte de vliegdekschepen Shokaku, Zuikaku en Ryujo, de slagschepen Hiei en Kirishima, de kruisers Tone en Chikuma en de vloot torpedobootjagers Akigumo, Makigumo, Kazagumo, Yugumo, Akizuki, Hatsukaze, Nowaki, Amatsukaze, Maikaze, Tanikaze en Tokisukaze.
Op 25 augustus 1942 vocht de Nagara in de Slag om de Salomonseilanden en keerde ze zonder schade terug te Truk op 5 september 1942. Vanuit Truk maakte de Nagara een aantal actieve uitvallen tegen de Salomonseilanden in september.
Op 25 en 26 september 1942 vocht de Nagara in de Zeeslag bij de Santa Cruzeilanden en weer keerde ze onbeschadigd terug naar Truk.
Op 9 november 1942 zette admiraal Kimura het smaldeel met de Nagara in als bescherming van de Hiei en de Kirishima die 14.500 man met zware bewapening aan land brachten ter versterking van Guadalcanal.
Voor de landing beschoten beide slagschepen Henderson Field. Deze actie werd de eerste Zeeslag bij Guadalcanal op 13 november 1942. Tijdens de aanval zonken de Akatsuki en Yudachi en de Hiei, Amatsukaze, Murasame en Ikazuchi werden in deze slag vernietigd. De Nagara werd getroffen door een 125 mm granaat van de USS San Francisco (CA-38), die meteen zes bemanningsleden doodde, en een kleine treffer aan haar bakboordzijde. De Nagara keerde westwaarts en rondde het eiland Savo en begeleidde de beschadigde slagschepen Hiei en Kirishima, die op sleeptouw werden genomen. Vliegtuigen van Henderson Field, de USS Enterprise (CV-6) en B-17’s van Espiritu Santo brachten de Hiei tot zinken bij het eiland Savo.
Viceadmiraal Gunichi Mikawa vertrok van de Shortlandeilanden naar Guadalcanal, in Chokai, met de Kinugasa, de lichte kruiser Isuzu en de torpedobootjagers Arashio en Asashio om Kondo's origineel plan uit te voeren, en bombardeerde nogmaals Henderson Field met zijn kruisers, waar Abe gefaald had met zijn getroffen slagschepen. De kruisers Maya, Suzuya, Tenryu, begeleid door de torpedobootjagers Kazagumo, Makigumo, Michishio en Yugumo. Samen met de Kirishima, Atago, Takao, Nagara en zes torpedojagers, vormden ze een dicht scherm.
Dit leidde tot een Zeeslag bij Guadalcanal op 15 november 1942.
De Nagara en haar begeleidende torpedojagers, bestookten de Amerikanen met hun boordgeschut en Type 61 "Long Lance"torpedo's. Tijdens deze actie werden méér dan 30 torpedo's gelanceerd naar de USS South Dakota (BB-57) die haar alle misten.
De USS Preston (DD-379) en de USS Walke (DD-416) zonken na rake bommen en torpedo's. De USS Benham (DD-397) was zo erg beschadigd, dat ze de volgende ochtend zonk. Aan Japanse zijde gingen de Kirishima en de torpedojager Ayanami verloren, maar de Nagara was weer eens onbeschadigd uit de strijd gekomen en keerde terug naar Truk op 8 november 1942.
Op 20 november 1942 was de Nagara weer het vlaggenschip van schout-bij-nacht Takama's "DesRon 4". De nieuw in dienst gebrachte Agano verving de Nagara als vlaggenschip van "DesRon 10". "DesRon 4" bestond uit drie divisies van 9 torpedobootjagers: "DesDiv" 2 met drie torpedobootjagers: "DesDiv 9" met twee torpedobootjagers en "DesDiv 27" met vier torpedobootjagers.
Tijdens schietoefeningen nabij Saipan, liep de Nagara lichte schade op, na een granaatontploffing op het bovengedeelte van haar scheepsopbouw. Eind 1942 keerde de Nagara terug naar Maizuru voor een opknapbeurt. Het 5e 140-mm kanon werd vervangen. Het schip keerde na deze reparaties terug naar Truk op 25 januari 1943.
In de eerste helft van februari 1943 nam de Nagara actief deel aan de evacuatie van Guadalcanal waarbij 11.700 overlevenden van het Japans Keizerlijk Leger terugkeerden. In juni transporteerde de Nagara de "2e speciale zeelandingsmacht van Yokosuka" voor de Japanse bezetting van Nauru.
In juli 1943 begeleidde de Nagara het vliegdekschip Junyo om vliegtuigen over te brengen naar Kavieng in Nieuw-Guinea. Terwijl de vloot gemeerd lag, ontmijnde de Nagara een zeemijn, die in de nacht door Australische PBY Catalina vliegboten was gelegd. De zeemijn stootte lichtjes tegen haar scheepsbodem, onder de achtersteven, maar de Nagara was verder nog in orde voor de volgende operaties.
Op 20 juli 1943 werd "DesRon 4" op non-actief gesteld en de Nagara verving de "Jintsu" als vlaggenschip van schout-bij-nacht Shunji Isaki's "DesRon 2" van de Eerste Vloot, bestaande uit "DesDiv"'s 24, 27, 31 en drie aanverwante torpedobootjagers. De Nagara werd dus ingezet als vlaggenschip van "DesRon 2" door de opnieuw aangestelde Noshiro op 20 augustus 1943. Ze werd heringedeeld bij de Achtste Vloot onder leiding van viceadmiraal Baron Tomoshige Samejima. De Nagara keerde terug naar Maizuru om een Type 21-luchtzoekradar en vier dubbelmondige Type 96 25-mm luchtafweer snelvuurkanonnen te laten plaatsen.
Op 1 november 1943 verliet de Nagara de Kashima als vlaggenschip van de Vierde Vloot onder bevel van viceadmiraal Masami Kobayashi.
Op 14 november 1943 begeleidde ze de op sleeptouw genomen lichte kruiser Agano terug naar Truk, nadat die getorpedeerd was door de Amerikaanse duikboot USS Skate (SS-305).

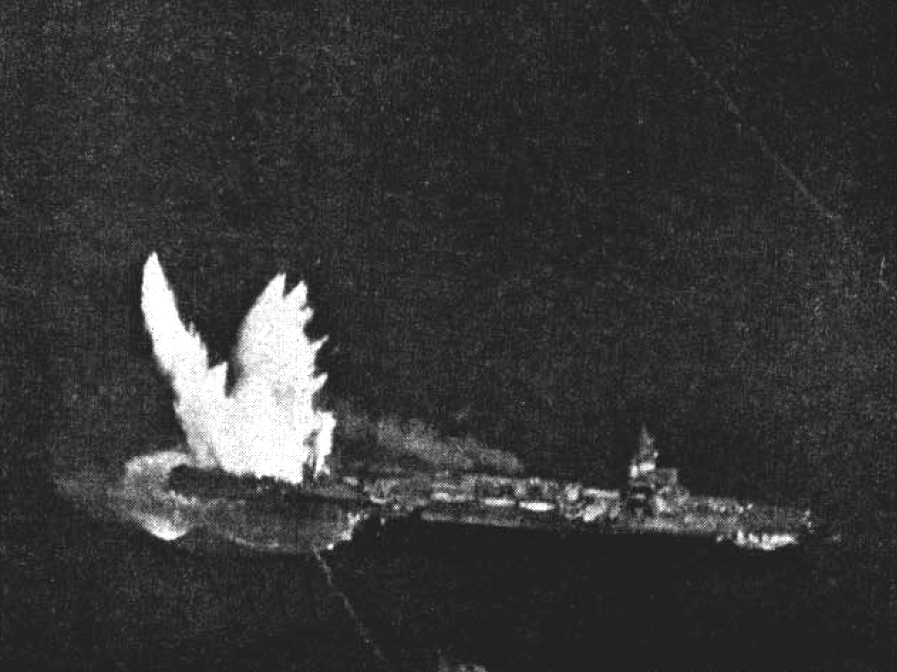
Luchtaanval met bommen en torpedo's

Op 22 november 1943 vertrok de Nagara vanuit Truk ter bestrijding van de Amerikaanse invasie op Tarawa en de Gilberteilanden. Ze arriveerde er te Kwajalein op 26 november. Deze keer werd ze aangevallen door TBF Avenger torpedobommenwerpers en Douglas SBD Dauntless duikbommenwerpers van "Task Force 50,3" met de vliegdekschepen USS Enterprise (CV-6) en USS Essex (CV-9) en die beschadigden haar zodat ze terug naar Japan moest in januari 1944.
In Maizuru, op 26 januari 1944 werd de Nagara weer gewijzigd. De 7e 140-mm kanonvuurmond werd vervangen door een 127-mm onbeschermde HA-kanonvuurmond. De voor en achter tweelingstorpedobuizen werden vervangen door twee vierhoeksmondige torpedobuizen achteraan. De katapult werd vervangen door twee drievoudige vuurmonden Type 96 25-mm luchtafweer snelvuurkanonnen. Dit bracht het 25-mm geschut op 22 stuks (2x3 + 6x2 + 4x1). Dieptebommenrails en dieptebommen werden geïnstalleerd op het achterschip en een Type 93 hydrofoonset werd aangebracht in de bovenbouw.
Op 15 mei 1944 verving de Nagara de Tatsuta als vlaggenschip van "DesRon 11", waarbij ze onmiddellijk onder de "gecombineerde vloot" werd geplaatst.
Ze verhuisde naar de Japanse thuiswateren voor oefeningen met nieuwe torpedobootjagers en begeleidde een konvooi naar de Ogasawara-eilanden in juni en naar Okinawa in juli. In een ander onderhoud te Yokosuka op 2 juli 1944, verwisselde ze weer haar bewapening met alleenstaande vuurmonden Type 96 25-mm luchtafweer snelvuurkanonnen. Dit bracht de bewapening in 25-mm op een totaal van 32 stuks (2x3 + 6x2 + 14x1). Een Type 22-oppervlaktezoekradar werd eveneens geplaatst.

### Nagara's einde
Op 7 augustus 1944 merkte de Amerikaanse onderzeeër USS Croaker (SS-246) op haar eerste oorlogspatrouille de Nagara op, onderweg van Kagoshima naar Sasebo. De USS Croaker benaderde haar tot op 1.200 m en lanceerde vier torpedo's. Een van de vier trof de Nagara achter aan haar stuurboordzijde omstreeks 12.22 u. Door de haar toegebrachte schade aan haar achterschip, ook door haar eigen zeemijnen of dieptebommen, achteraan op het schip, zonk de Nagara nabij de Amakusa-eilanden in de Oost-Chinese Zee op positie 31°09' N. en 129°53' O. om 12.40 u. In 18 minuten tijd, verging schip naar de bodem van de Oost-Chinese Zee.
De kapitein en 348 manschappen gingen mede verloren met hun schip en 235 bemanningsleden werden gered.
De Nagara werd geschrapt van de Marinelijst op 10 oktober 1944.

## Bevelhebbers
- Chef Uitrusting Officier – Kapt. Jiro Kuroda – 25 april 1921 – 21 april 1922
- Kapt. Jiro Kuroda – 21 april 1922 – 10 november 1922
- Kapt. Kensuke Fujii – 10 november 1922 – 1 november 1923
- Kapt. Minokiti Sato – 1 november 1923 – 1 november 1924
- Kapt. Teikichi Hori – 1 november 1924 – 24 oktober 1925
- Kapt. Junzo Yoshitake – 24 oktober 1925 – 1 december 1927
- Kapt. Jiro Ban – 1 december 1927 – 21 december 1927
- Kapt. Tatsuo Sagara – 21 december 1927 – 10 december 1928
- Kapt. Ichiro Sato – 10 december 1928 – 1 mei 1929
- Kapt. Seizaburo Mitsui – 1 mei 1929 – 30 november 1929
- Kapt. Sonosuke Kobayashi – 30 november 1929 – 1 december 1930
- Kapt. Kanae Waki – 1 december 1930 – 1 december 1931
- Kapt. Kazuo Taniike – 1 december 1931 – 1 december 1932
- Kapt. Takushiro Watanabe – 1 december 1932 – 15 november 1933
- Kapt. Takeo Takagi – 15 november 1933 – 15 november 1934
- Kapt. Jiro Matsunaga – 15 november 1934 – 15 november 1935
- Kapt. Sadamichi Kajioka – 15 november 1935 – 1 december 1936
- Kapt. Mitsuharu Matsuyama – 1 december 1936 – 20 februari 1937
- Kapt. Hachiro Nakao – 20 februari 1937 – 10 november 1937
- Kapt. Torao Sawada – 10 november 1937 – 15 juli 1938
- Kapt. Shinichi Ichise – 15 juli 1938 – 15 december 1938
- Kapt. Heitaro Edo – 15 december 1938 – 1 juli 1939
- Kapt. Hideo Yano – 1 juli 1939 – 1 november 1940
- Kapt. Akira Soji – 1 november 1940 – 10 september 1941
- Kapt. Toshio Naoi – 10 september 1941 – 10 juli 1942
- Kapt. Yoshioki Tawara – 10 juli 1942 – 20 november 1942
- Kapt. Katsukiyo Shinoda – 20 november 1942 – 16 augustus 1943
- Kapt. Masayuki Kitamura – 16 augustus 1943 – 7 april 1944
- Kapt. Shinichi Kondo – 7 april 1944 – 8 mei 1944
- Kapt. / viceadmiraal Giichiro Nakahara – 8 mei 1944 – 7 augustus 1944 (gesneuveld; postuum 2-rangen gepromoveerd.)

## Nagara
- Klasse en Type: Nagaraklasse – kruiser Japanse Keizerlijke Marine
- Besteld: 1919
- Werf: Sasebo Navy Yard, Japan
- Gebouwd: 9 september 1920
- Te water gelaten: 25 april 1922
- Geschrapt: 10 oktober 1944
- Status: Tot zinken gebracht op 7 augustus 1944, getorpedeerd door de onderzeeër USS Croaker (SS-246) nabij Amakusa-eilanden, Oost-Chinese Zee op positie 32°09' N. en 129°53' O.

### Technische kenmerken
- Waterverplaatsing: 5.570 ton
- Lengte: 163 m
- Breedte: 14,80 m
- Diepgang: 4,90 m
- Vermogen: 4-schroeven geschakelde turbine, 12 ketels (olieverbranding 10 ketels, gemixt 2 ketels) 90.000 pk
- Snelheid: 36 knopen (67 km/h)
- Reikwijdte: 5.000 zeemijl aan 36 knopen
- Bemanning: 438 manschappen

### Bewapening
- (Als gebouwd) 7 × 140-mm kanonnen
- 2 × 76-mm, 3" kanonnen
- 2 × 4 = 8 610-mm torpedobuizen voor 12 Type 91-torpedo's.
- 48 zeemijnen of dieptebommen
- 62-mm gordelsnelvuurkanonnen
- 30-mm snelvuurdekkanonnen
- 1 x watervliegtuig, 1 katapult

### Boeken
- Brown, David (1990). Warship Losses of World War Two. Naval Institute Press. ISBN 1-55750-914-X.
- D'Albas, Andrieu (1965). Death of a Navy: Japanese Naval Action in World War II. Devin-Adair Pub. ISBN 0-8159-5302-X.
- Dull, Paul S. (1978). A Battle History of the Imperial Japanese Navy, 1941-1945. Naval Institute Press. ISBN 0-87021-097-1. Gearchiveerd op 11 juni 2022.
- Evans, David (1979). Kaigun: Strategy, Tactics, and Technology in the Imperial Japanese Navy, 1887-1941. Naval Institute Press. ISBN 0-87021-192-7.
- Howarth, Stephen (1983). The Fighting Ships of the Rising Sun: The drama of the Imperial Japanese Navy, 1895-1945. Atheneum. ISBN 0-68911-402-8.
- Jentsura, Hansgeorg (1976). Warships of the Imperial Japanese Navy, 1869-1945. Naval Institute Press. ISBN 0-87021-893-X.
- Lacroix, Eric, Linton Wells (1997). Japanese Cruisers of the Pacific War. Naval Institute Press. ISBN 0-87021-311-3.
- Whitley, M.J. (1995). Cruisers of World War Two: An International Encyclopedia. Naval Institute Press. ISBN 1-55750-141-6.